# Distretto di Mueang Bueng Kan
Il distretto di Mueang Bueng Kan (in thailandese: เมืองบึงกาฬ) è un distretto (amphoe) della Thailandia, situato nella provincia di Bueng Kan, della quale è il capoluogo.